# ラリー・ヤング
ラリー・ヤング (Larry Young、1943年2月10日 - )は、アメリカ合衆国の陸上競技選手。50km競歩の選手として1968年メキシコシティーオリンピックに出場し銅メダルを獲得。さらに、4年後の1972年ミュンヘンオリンピックにも50kmに出場。4年前より30分以上よい記録を出しながら、前回大会と同じ銅メダルという結果になった。

## 主な実績
| 年   | 大会                   | 場所                     | 種目     | 結果 | 記録          |
| ---- | ---------------------- | ------------------------ | -------- | ---- | ------------- |
| 1967 | パンアメリカンゲームズ | ウィニペグ(カナダ)       | 50km競歩 | 1位  | 4時間26分21秒 |
| 1968 | オリンピック           | メキシコシティ(メキシコ) | 50km競歩 | 3位  | 4時間31分56秒 |
| 1971 | パンアメリカンゲームズ | カリ(コロンビア)         | 50km競歩 | 1位  | 4時間38分31秒 |
| 1972 | オリンピック           | ミュンヘン(西ドイツ)     | 50km競歩 | 3位  | 4時間00分46秒 |
| 1975 | パンアメリカンゲームズ | メキシコシティ(メキシコ) | 20km競歩 | 3位  | 1時間37分54秒 |